# Clostridium psychrophilum
Clostridium psychrophilum è una specie di batterio appartenente alla famiglia delle Clostridiaceae.